# San Isidro (Leyte)
San Isidro é um município de  quarta classe de renda municipal (d) na província Leyte, nas Filipinas. De acordo com o censo de 1 de maio  de  2020 possui uma população de 30 722 pessoas e 8 272 domicílios.